# Ф. Пол Вілсон
Френсіс Пол Вілсон (англ. F. Paul Wilson; народився 17 травня 1946, Джерсі-Сіті, Нью-Джерсі) — американський лікар та письменник-фантаст, автор жахів, пригод, медичних трилерів, наукової фантастики та інших жанрів художньої літератури. Його книги включають романи «Ремонтник Джек» — у тому числі «Земля нуль» (англ. «Ground Zero»), «Гробниця» та «Фатальна помилка» — цикл «Вопротивник» — у тому числі «Кріп», а також серіал для підлітків про Джека-підлітка. Вілсон отримав премію «Прометей», премію Брема Стокера, премію «Інкпот» від Коміккона Сан-Дієго та премію за пожиттєвий внесок від Асоціації жахів Америки, серед інших нагород. Проживає у Волл Тауншип, штат Нью-Джерсі.

## Кар'єра
Вілсон здійснив свої перші продажі в 1970 році «Аналог», ще навчаючись у медичній школі (закінчив у 1973 році), і продовжував писати наукову фантастику протягом сімдесятих. Дебютним романом  став «Цілитель» (1976). У 1981 році він зважився на жанр жахів, створивши міжнародний бестселер «Застава» (англ. «The Keep»), який було екранізовано у 1983 році. У 1990-х роках він перейшов від наукової фантастики та жахів до медичних трилерів та інтерактивних сценаріїв для Disney Interactive та інших мультимедійних компаній. Разом із Метью Дж. Костелло створив і написав сценарій для FTL Newsfeed, який щодня виходив на каналі SyFy з 1992 по 1996 роки.
Серед найвідоміших персонажів Вілсона — антигерой Ремонтник Джек, міський найманець, який є героєм однойменного циклу, започаткованого бестселером «Нью-Йорк таймс» 1984 року романом «Могила». У той час Вілсон не бажав зніматися в серіалі, тому відмовився писати другий роман циклу «Ремонтник Джек» до «Спадщини» в 1998 році. Відтоді він писав по одній книзі на рік, а також створоював фантастику про вампірів (Ретро «Опівнічна меса»), наукову фантастику («Сіми» і навіть трилер Нового сторіччя «П'ята гармонія» (англ. «The Fifth Harmonic»).
Упродовж своїх творів — особливо у своїх попередніх науково-фантастичних творах (зокрема, «Ворог держави») — Вілсон включав відверто лібертаріанську політичну філософію, яка поширюється на його серію «Ремонтник Джек». Він отримав першу премію «Прометей» у 1979 році за роман «Колеса в колесах» і ще одну в 2004 році за «Сіми». Лібертаріанське футуристське товариство також відзначило Вілсона нагородою Залу слави за «Цілителя» (1990) і «Ворога держави» (1991). У 2015 році отримав третю спеціальну премію «Прометей» за життєві досягнення; двома попередніми отримувачами були Пол Андерсон і Вернор Вінжі. У 2021 році його «Lipidleggin'»" отримав нагороду Зали слави премії «Прометей».

Винен Дональд А. Воллгайм. Він почав мені прищеплювати Лавкрафта. Це був 1959 рік. Я був дитиною, мені було лише тринадцять років, коли він підкинув мені мій перший прийом. До того часу я був хорошою дитиною, читав "Ейс Дабл"з і чисті, здорові науково-фантастичні оповідання таких, як Роберт Е. Гайнлайн, Е. Е. Сміт, Пол Андерсон, Фред Пол та інші. Але він підвів мене однією антологією. Він знав, що робив. Він назвав це «Читач макабру» (англ. «The Macabre Reader») і наклав на нього цю жахливу, акуратну, круту обкладинку Еда Емшвіллера. Я не втримався. Я його купив. Я прочитав це. І це було все. Початок мого кінця.
У відповідь на твердження, що «Володар перснів» Толкіна вплинув на «Заставу», Вілсон відповів:
По-перше, я не прихильник LOtR — одного разу в підлітковому віці я пройшов через це (багато переглядав) і ніколи не озирався назад. … На створення «Застави» також вплинули Роберт Ладлам, Р. Е. Говард та Говард Лавкрафт. 
Подібно до інших американських письменників-фантастів, на яких прямо чи опосередковано вплинув погляд Кемпбелла на жанр як на літературу ідей, Вілсон використовує свою роботу, щоб спекулятивно досліджувати тенденції та технології, коли вони проявляються. Яскравим прикладом таких літературно-фантастичних пошуків є його роман «Ворог держави» (опублікований у 1980 році), який був написаний у 1970-х роках, в епоху, коли в економіці США розвивалася стагфляція. У книзі Вілсон цитує заголовки розділів із таких економічних праць, як «Інфляція платних грошей у Франції» та «KYFHO», свого роду анархічної філософії, яку він винайшов як модель ідеального суспільства. Головний герой Ла Наґ народився в Толіве, де філософія привела до уряду, детально описаного в «Цілителі».

Пізніше «Фортеця» була екранізована, також багато точаться розмови про ймовірний фільм «Ремонтник Джек», заснований на одному з романів цикла Вілсона.
Не хочу це говорити (як щиро вірю в закон Мерфі), але, схоже, «Гробницю» буде знято цього року. У жовтні минулого року, після семи років розробки, численних варіантів, п'яти сценаристів і восьми сценаріїв, компанія «Beacon Films» («Повітряні сили 1», «Тринадцять днів», «Шпигунські ігри» тощо) нарешті придбала права на фільм. Disney/Touchstone/Buena Vista будуть партнерами та розповсюджуватимуть фільм тут і за кордоном. Фільм буде називатися Ремонтник Джек (ідея полягає в тому, щоб зробити його персонажем франшизи).
Його оповідання «Foet», «Traps» і «Lipidleggin'» були зняті як короткометражні фільми та зібрані на DVD OTHERS: The Tales of F. Paul Wilson.
Його оповідання «Пелц» було адаптовано до епізоду 2 сезону телесеріал «Майстри жахів» під назвою «Пелц».
Оповідання «Основна терапія» (опублікована в «Подальших пригодах Джокера») і «Мисливці» (опублікована в «Софт та інші») були екранізовані як короткометражні фільми.
У січні 2012 року Вілсон почав писати для технічного веб-сайту «Байт» (англ. «Byte»), переважно в образі Ремонтника Джека.
Вілсон проживає у Волл Тауншип, штат Нью-Джерсі. Є практикуючим лікарем як доктор остеопатичної медицини.

## Вибрана бібліографія

### Федерація Ла Наґа
1. Цілитель (англ. «Healer»; 1976), ISBN 0-385-11548-2 (перевидано в 2005 році, включає «Наповнити море і повітря»ISBN 0-9766544-1-5)
2. Колеса в колесах (англ. «Wheels Within Wheels»; 1978), ISBN 0-385-14397-4 (переглянуто/перевидано в 2005 році, включає «Вищі центри» і «Людина з мурахоїдом»ISBN 0-9766544-3-1)
3. Ворог держави (англ. «An Enemy of the State»; 1980), ISBN 0-385-15422-4 (перевидано в 2005 році, включає «Lipidleggin'» і «Ratman»ISBN 0-9766544-2-3)
4. Світ Дайдітауна (англ. «Dydeetown World»; 1989), ISBN 0-671-69828-1
5. Тері (англ. «The Tery»; 1990), ISBN 0-671-69855-9 (переглянуто в 2006 р.,ISBN 1-892950-32-4)

- Хроніки Ла Наґа (1992), ISBN 0-671-72139-9 (включає Ворог держави, Колеса в колесах і Цілитель)
- Повний Ла Наґ (англ. «The Complete LaNague»; 2013) (включає «Lipidleggin'», An Enemy of the State, Dydeetown World, The Tery, «To Fill the Sea and Air», «The Man with the Anteater», «Higher Centers», Wheels Within Wheels, «Щуролюдина» і Цілитель)

### Цикл Супротивник («англ.The Adversary Cycle»)
- Застава (1981),ISBN 0-688-00626-4
- Могила (1984),ISBN 0-425-07295-9 (перевидано в 2004 році під оригінальною назвою, Rakoshi, Borderlands Press)
- Дотик (1986),ISBN 0-399-13144-2
- Відроджений (1990),ISBN 0-913165-52-2 (доопрацьована редакція 2009 р.)
- Розплата (1991),ISBN 0-913165-59-X (доопрацьована редакція 2011 р.)
- Нічний світ (1992),ISBN 0-450-53665-3 (доопрацьована редакція 2012 р.)
- Сигнали (2020) (прелюдія до Nightworld)

### Ремонтник Джек

#### Молодий ремонтник Джек
1. Таємні історії (роман для молоді) (2008)
2. Таємні кола (роман для молоді) (2010)
3. Таємна помста (роман для молоді) (2011)

#### Ранній ремонтник Джек
1. Холодне місто (2012)
2. Темне місто (2013)
3. Місто страху (2014)

### Хроніки Ноктурнії
1. Definitely Not Kansas (2015) (with Thomas F. Monteleone)
2. Family Secrets (2016) (with Thomas F. Monteleone)
3. The Silent Ones (2018) (with Thomas F. Monteleone)[11]

### Послідовність ICE
1. Панацея (2016)
2. Бог Ген (2018)
3. Протокол порожнечі (2019)

### КіноверсіяThe Keep
- The Keep — Містить інтерв'ю з Ф. Полом Вілсоном, Майклом Манном та Енкі Білалом, автором візуального оформлення фільму «Molasar», кіноверсії лиходія The Keep '
- Альтернативні кінцівки [Архівовано 16 грудня 2006 у Wayback Machine.]
- Комічний [Архівовано 12 вересня 2009 у Wayback Machine.] —Пародійна сторінка про екранізацію The Keep